# Ridderorden in Napels

Wapen

Napels was eeuwenlang een zelfstandig koninkrijk al was het vaak in personele unie met andere landen (Frankrijk, Aragon, Spanje) verenigd. Daarom kwam een eigen Napolitaanse ridderorde pas laat tot bloei. Napels, na 1800 ook het Koninkrijk der Beide Siciliën genoemd, werd in 1860 door Savoye veroverd en deel van Italië.
- De Heilige Militaire Constantinische Orde van Sint-Joris is op de keper beschouwd geen Napolitaanse orde. De Orde werd door de Parmezaanse Groothertog gekocht en is als een dynastieke orde aan zijn opvolgers in de huizen Farnese en Bourbon verbonden. Ook de huidige troonpretendent van Napels is Grootmeester van de Orde.
- De Orde van Sint-Januarius is een aan de persoon van het hoofd van het Huis Bourbon-Beide Siciliën verbonden ridderorde.

Werkelijk Napolitaanse ridderorden waren:
- De Orde van de Heilige Ferdinand en de Verdienste
- De Orde van Frans I
- De Orde van de Beide Siciliën
- De Militaire Orde van Sint-Joris van de Wedervereniging

In 1860 werden deze vier ridderorden door Italië afgeschaft. De aan de Katholieke kerk gelieerde orden van Constantijn en Sint-Januarius vielen juridisch buiten het bereik van de Italiaanse koning.
Zij leiden nog steeds een bloeiend bestaan als huisorden van de Bourbons.
Heilige Militaire Constantijnse Orde van Sint-Joris ·
Orde van de Heilige Ferdinand en de Verdienste ·
Orde van Frans I ·
Orde van Sint-Januarius ·
Orde van de Halve Maan ·
Orde van de Beide Siciliën ·
Militaire Orde van Sint-Joris van de Wedervereniging 

Zie ook: Ridderorden in Napels · Onderscheidingen in de Beide Siciliën